# Isla Tortuga (Galápagos)
La isla Tortuga es una isla ecuatoriana perteneciente al archipiélago de las Galápagos. La pequeña isla, de unas 130 hectáreas (1,3 km²), es de origen volcánico y está ubicada muy cerca de la mayor del conjunto (la isla Isabela), específicamente al sureste de esta última, en las coordenadas geográficas 1°00′33″S 90°52′22″O / -1.00917, -90.87278. Se cree que fue descubierta en marzo de 1535, y fue incorporada a Ecuador en 1832.